# Kolosální socha Konstantina Velikého
Kolosální socha císaře Konstantina I. Velikého je mramorový pomník trůnícího římského císaře Konstantina I. Velikého.

## Historie
Socha císaře kolosálních rozměrů je rekonstrukcí ze zlomků původního monumentu, postaveného v Římě na Via sacra k uctívání v západní apsidě Maxentiovy baziliky. Kolos objednal sám římský císař Konstantin I. Veliký, který vládl v letech 280–337. Umístěním kolosu chtěl vymazat památku svého předchůdce a protivníka Maxentia, kterého porazil v bitvě na Milvijském mostě. 
Poté, co barbaři baziliku i sochu rozbili, byly mnohé zlomky rozchváceny, či použity jako stavební kámen. Největší fragmenty byly postupně shledávány a převáženy na Kapitol, do dvora Pallazza dei Conservatori, kde sloužily k reprezentaci městské rady. Po otevření Kapitolských muzeí byly v expozici vystaveny až do roku 2021.
Projektu na rekonstrukci sochy se na podnět města Říma ujala nadace Factum Foundation ve spolupráci Kapitolskými muzei a s nadací Fondazione Prada. Prováděli jej vesměs římští restaurátoři pod vedením Salvatora Settis. Po přípravných pracích začali se stavbou cihlového jádra kolosu 17. listopadu 2022 a osazením všech dílů skončili 27. února 2023.
Pro sochu použili jednak všechny originály fragmentů ze dvora Kapitolských muzeí, a dále do korpusu sochy projektovali metodou 3D modelů další soudobé či pozdější císařovy sochy, které měly kolos z vzor. Na začátku rekonstrukce ještě nebylo zcela zřejmé, zda původní kolos byl sochou stojící nebo sedící, teprve během práce se autoři podle pozice kotníku nakročené pravé nohy rozhodli pro postavu sedící. Kolos byl v roce 2023 odhalen výstavou Recyklovaná krása a stal se prvním z několika římských projektů rekonstrukcí antických soch. Druhým projektem jsou díla nejslavnějšího sochaře klasického Řecka Feidia, jež Kapitolská muzea uvedla výstavou na přelomu let 2023/2024.

## Popis
Kolos má základní konstrukci těla a trůnu z cihel. Hlava s krkem a rameny, i končetiny jsou trojrozměrnými mramorovými plastikami, proto se při zboření kolosu odlomila a zůstala téměř celá. Socha císaře trůnícího v majestátu, je oděná v rozhalené a bohatě nařasené tunice, původně celé pozlacené, nyní s lakem bronzové barvy. Sedí na trůnu s pravou nohou nakročenou vpřed a levou zakročenou. Na znamení své konverze ke křesťanství císař držel v pravé ruce labarum - žerď s Kristovým monogramem (doložené mj. na jeho mincích), nebo vítěznou zástavu (proto restaurátoři hůl ponechali bez znaku na vrcholu), v levé ruce drží říšské jablko (opět bez znaku, tj.kříže, který na Konstantinových mincích i pečetích je). 

## Galerie

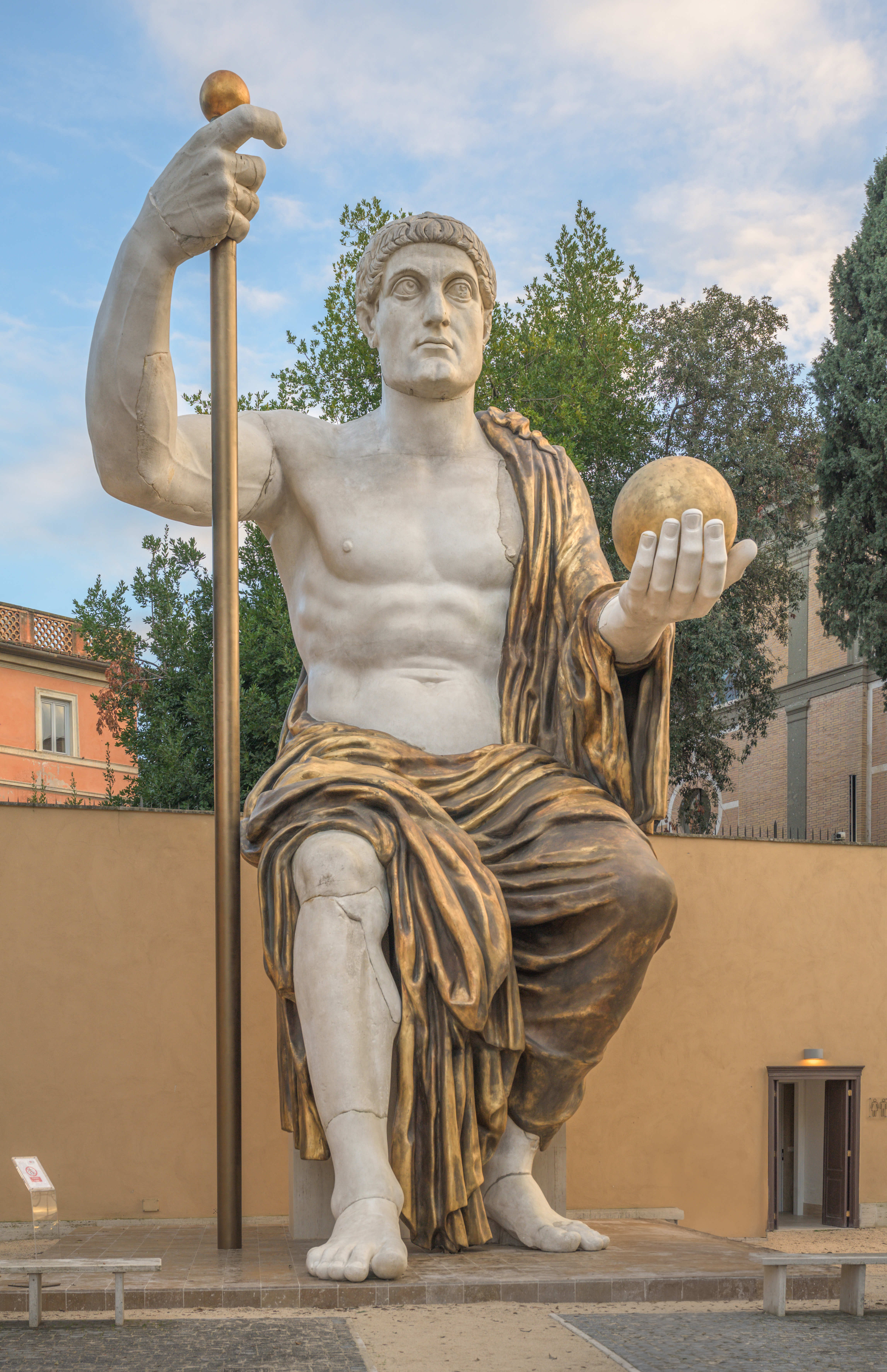
Kolos zepředu
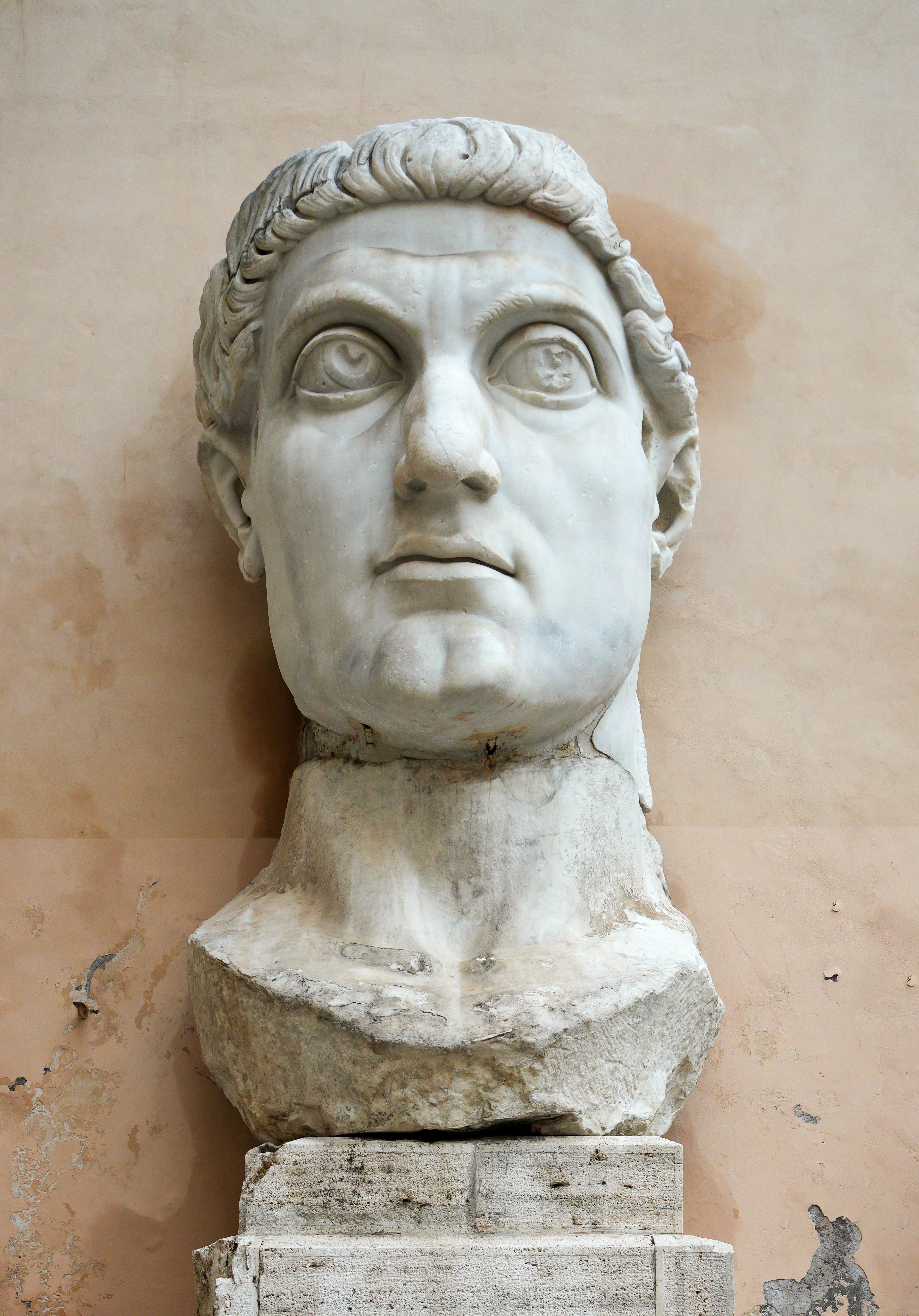
Hlava před rekonstrukcí
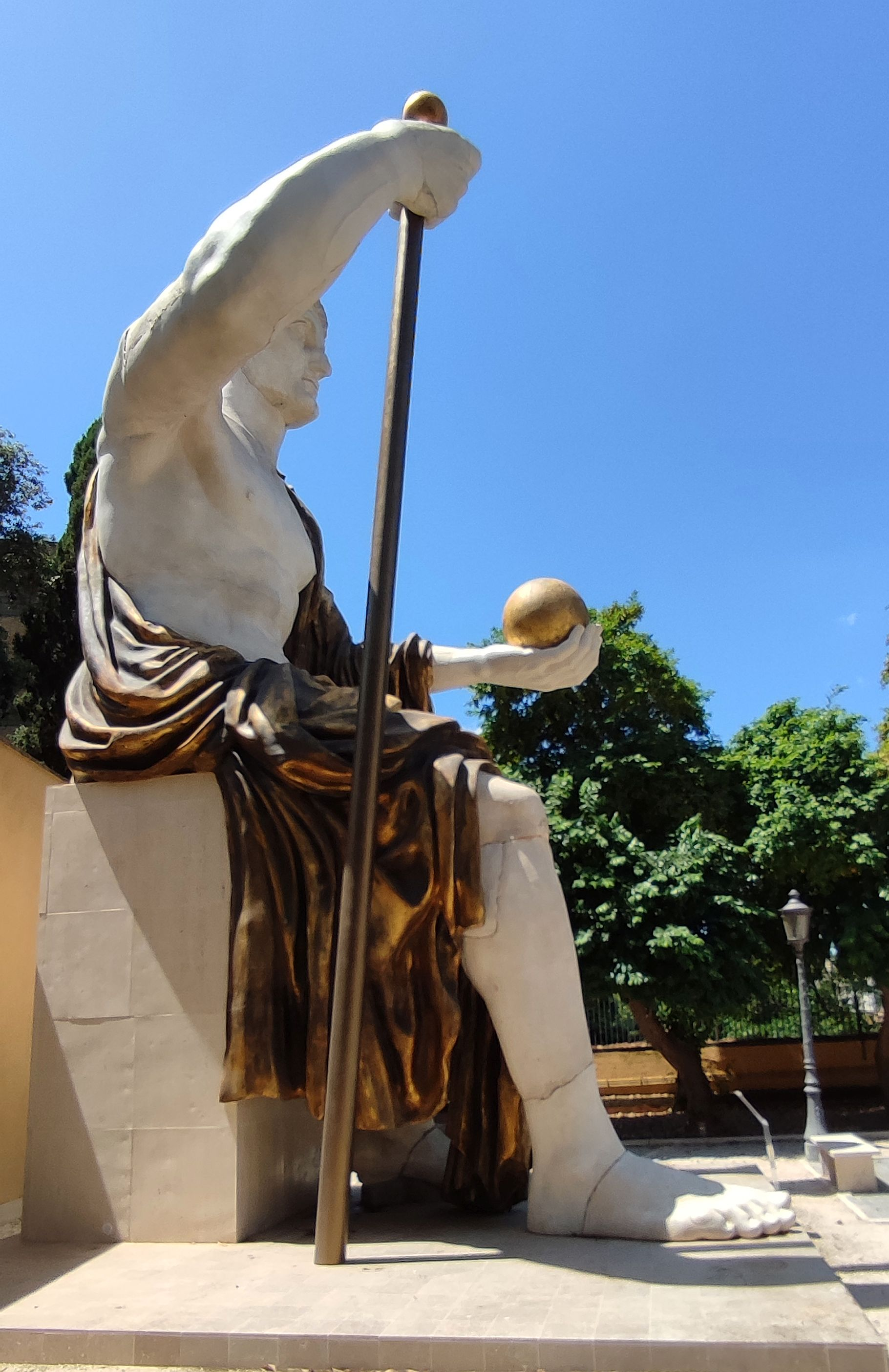
Kolos z pravého profilu
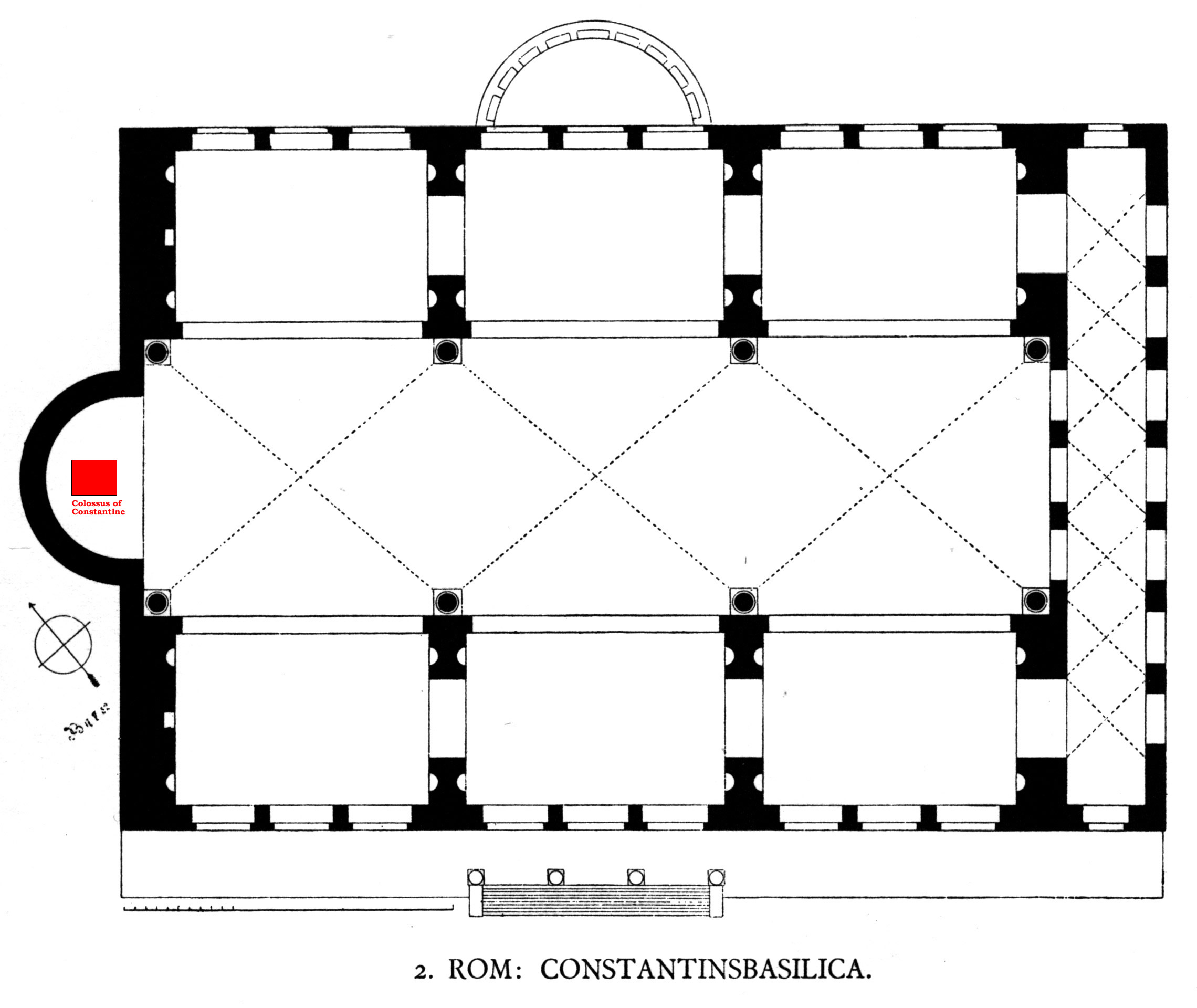
Maxentiova bazilika s vyznačením kolosu
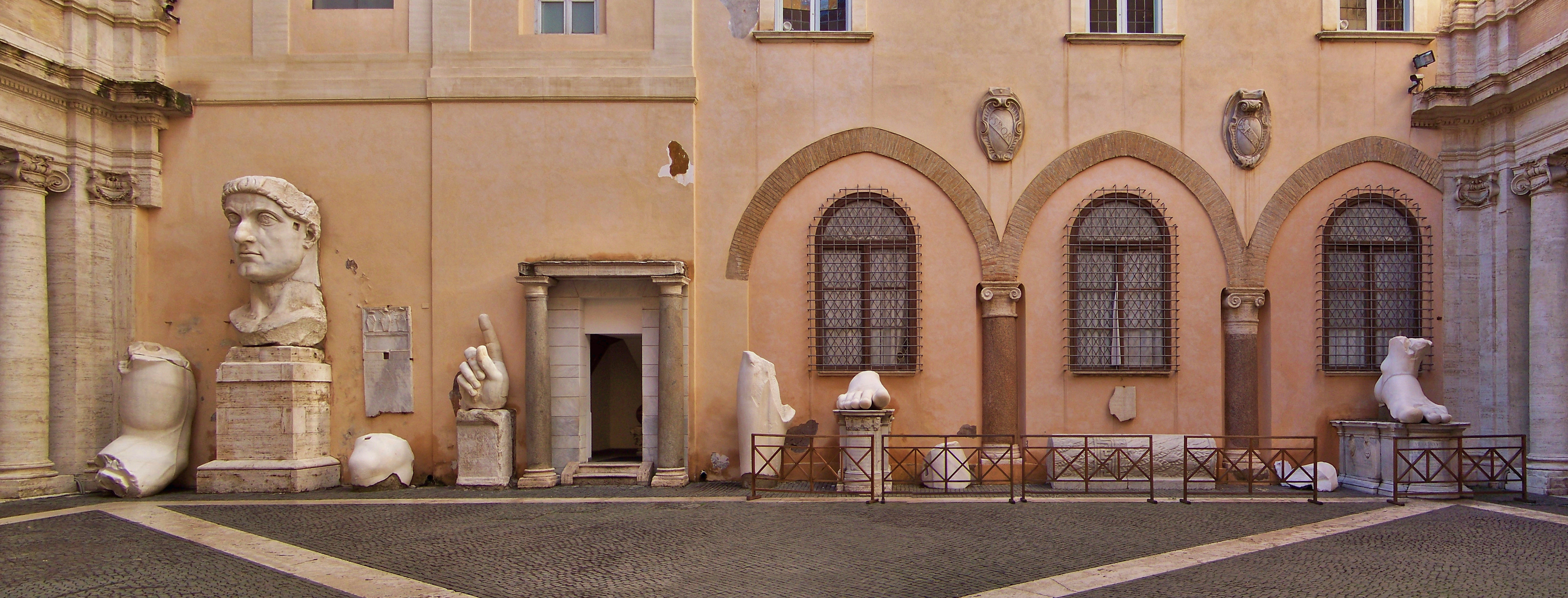
Zlomky kolosu do roku 2021